# William Stewart (roddare)
William Stewart, född 11 maj 1997, är en brittisk roddare.

## Karriär
I augusti 2022 vid EM i München tog Stewart guld tillsammans med Sam Nunn, Matthew Aldridge och Freddie Davidson i fyra utan styrman. Följande månad vid VM i Račice tog han också guld tillsammans med Sam Nunn, David Ambler och Freddie Davidson i fyra utan styrman.
Vid EM 2025 i Plovdiv var Stewart en del av Storbritanniens lag som tog guld i åtta med styrman.